# فرد غودوين
فرد غودوين (بالإنجليزية: Fred Goodwin)‏ هو مصرفي وشخصية أعمال بريطاني، ولد في 17 أغسطس 1958 في بيزلي في المملكة المتحدة.

## وصلات خارجية
- فرد غودوين على موقع مونزينجر (الألمانية)